# Dampierre-sur-Salon
Dampierre-sur-Salon je francouzská obec v departementu Haute-Saône v regionu Franche-Comté. V roce 2009 zde žilo 1 304 obyvatel. Je centrem kantonu Dampierre-sur-Salon.